# Alexander Lee
Alexander Lee (Singapur, 7. travnja 1990.), singapurski majstor borilačkih vještina. Nositelj je 5. Dana u aikidu.

## Životopis
Alexander Lee je rođen u Singapuru 1990. godine. Odgajan u obitelji čiji članovi vježbaju borilačke vještine, zbog toga Alexander Lee vježba aikido aktivno od sedme godine. Godine 2015. trenirao je i živio u Hombu dojo-u kao uchi-deshi pod nadzorom doshu-a Moriteru Ueshibe. Alexander Lee je položio 1. Dan 2006., 2. Dan 2008., 3. Dan 2011., 4. Dan 2015. godine. Godine 2021. dodijeljen mu je 5 Dan. 
Alexander Lee živi u Singapuru te podučava aikido u Aiki Shinju-Kai, organizaciji koja predstavlja vodeću aikido organizaciju u Singapuru. Također, drži seminare u Singapuru, Maleziji, Kini (Peking, Hangzhou, Chengdu) Grčkoj i Velikoj Britaniji.

## Vanjske povezice
- Alexander Lee
- Aiki Shinju-Kai Singapore